# Hans-Josef Altenbach
Hans-Josef Altenbach (* 7. Februar 1946 in Langenfeld (Rheinland)) ist ein deutscher Chemiker und Hochschullehrer.

## Leben
Altenbach studierte von 1965 bis 1969 Chemie an der Universität Köln, wo er 1973 unter der Leitung von Emanuel Vogel zum Thema „Synthesen und Reaktionen der höheren Benzoloxide“ promovierte. Nach einem Postdocaufenthalt bei Robert E. Ireland am California Institute of Technology, Pasadena von 1974 bis 1975 habilitierte er sich 1981 mit dem Thema „Entwicklung neuer präparativer Methoden in der organischen Chemie: Schwefel- und Phosphor-substituierte Allene in der Synthese“. Von 1987 bis 1991 war Altenbach Professor für Organische Chemie an der Universität Paderborn, von 1989 bis 1991 auch in der Funktion als Dekan des Fachbereichs Chemie und Chemietechnik. 1991 erfolgte der Wechsel als Professor für Organische Chemie an die Bergische Universität Wuppertal. Von 1993 bis 1995 war Altenbach Dekan des Fachbereichs Chemie, seine Emeritierung erfolgte 2011. Von 2004 bis 2007 nahm Altenbach eine Gastprofessur an der Universität Wuhan wahr.

## Wissenschaftliches Werk
Altenbach und seine Arbeitsgruppe beschäftigen sich mit der Entwicklung neuer präparativer Methoden zur Synthese von theoretisch und anwendungstechnisch interessanten oder biologisch aktiven Verbindungen. Schwerpunkt ist die stereokontrollierte Synthese von enantiomerenreinen Polyhydroxycarbocyclen und -heterocyclen, beispielsweise die Synthese von Carba-, Thia- und Azazucker oder die enantiospezifische Synthese von Konduriten und Inositen. Ein weiteres Arbeitsgebiet ist die Nutzung nachwachsender Rohstoffe als Bausteine für Kombinationsprodukte für Emulgatoren und Detergentien.

## Auszeichnungen
- 1983 Heisenberg-Stipendium
- 1985 Carl-Duisberg-Gedächtnispreis